# جيمس راسل لويل
جيمس راسل لويل (بالإنجليزية: James Russell Lowell)‏، وُلد يوم 22 فبراير عام 1819 وتوفي يوم 12 أغسطس عام 1891، وكان شاعرًا رومانسيًا أمريكيًا، وناقدًا، ومحررًا، ودبلوماسيًا. كان لويل مرتبطًا بمجموعة الموقد، وهي مجموعة من كتاب نيو إنجلاند كانوا ضمن الشعراء الأمريكيين الأوائل، والذين تنافسوا على الشعبية الأعلى للشعراء البريطانيين. استخدم هؤلاء الكُتاب الصيغ التقليدية والأوزان الشعرية في شعرهم، ما جعلهم مناسبين لتسلية العائلات في موقدهم.
تخرج لويل من كلية هارفارد في عام 1838، ودرس ليحصل على شهادته في القانون من كلية هارفارد للحقوق، بالرغم من سمعته بأنه كان من مثيري الشغب. نشر لويل أول مجموعة شعرية له في عام 1841، وتزوج من ماريا وايت في عام 1844. أنجب الزوجان عدة أطفال، ولكن نجا طفل واحد فقط منهم فيما بعد مرحلة الطفولة.
اشترك لويل في حركة إبطالية الاسترقاق، مستخدمًا الشعر في التعبير عن آرائه المناهضة للاسترقاق وحصل على وظيفة رئيس تحرير لإحدى الصحف الإبطالية بمدينة فيلادلفيا في ولاية بنسيلفانيا. وبعد عودته إلى كامبردج، أصبح لويل أحد مؤسسي صحيفة تسمى ذا بايونير، والتي استمرت فقط لمدة ثلاثة إصدارات. حظى لويل بسمعة سيئة في عام 1848 مع نشره لكتاب خرافة للنقاد، وهي قصيدة بطول كتاب يهجو فيها لويل النقاد والشعراء المعاصرين له. ونشر لويل، في نفس السنة، أوراق بيغلو، وهو عمل زاد من شهرته. استمر لويل في نشر العديد من المجموعات الشعرية الأخرى بالإضافة إلى المقالات على مدار حياته المهنية الأدبية.
توفيت زوجته ماريا في عام 1853، وقبل لويل أستاذية اللغات بجامعة هارفارد عام 1854. سافر لويل إلى أوروبا قبل أن يبدأ في واجباته الرسمية بالتدريس في عام 1856، وتزوج من فرانسيس دونلاب بعد ذلك بقليل في عام 1857. وأصبح لويل، في هذه السنة، رئيس تحرير مجلة ذا أتلانتيك الشهرية. واستمر في التدريس بجامعة هارفارد لمدة 20 سنةً.
حصل لويل على أول تكليف سياسي له ليصبح سفيرًا في مملكة إسبانيا بعد 20 عامًا. وعُين بعد ذلك سفيرًا لبلاط سانت جيمس الملكي. قضى لويل أعوامه الأخيرة في كامبريدج بنفس العقار الذي وُلد فيه إلى أن توفي هناك في عام 1891.
آمن لويل أن الشاعر يلعب دورًا هامًا باعتباره مُلهمًا وناقدًا للمجتمع. استخدم لويل شعره لأغراض إصلاحية، وخاصةً في إبطالية الاسترقاق. ومع ذلك، تذبذب التزامه بقضية مكافحة الاسترقاق على مر السنين، مثل رأيه في الأمريكيين الأفارقة. حاول لويل أن يحاكي لهجة اليانكي الحقيقية في حوار شخصياته، خاصةً في أوراق بيغلو. وكان وصفه لهذه اللهجة، بالإضافة إلى أعمال الهجاء الكثيرة التي كتبها، إلهامًا للكتاب مثل مارك توين وهنري لويس منكن.

## سيرته

### مطلع حياته
وُلد جيمس راسل لويل يوم 22 فبراير عام 1819. وكان أحد أفراد الجيل الثامن عشر من عائلة لويل، أحفاد بيرسيفال لويل، الذي كان يقطن بمدينة نيوبري في ولاية ماساتشوستس في عام 1639. كان والده القس تشارلز راسل لويل الأكبر (وُلد عام 1782 وتوفي عام 1861) قسًا في كنيسة توحيدية في بوسطن ودرس سابقًا علم اللاهوت في إدنبره، وكانت والدته هارييت براكيت سبنس لويل. وفي الوقت الذي وُلد فيه جيمس راسل لويل، كانت عائلته تمتلك عقارًا كبيرًا في كامبريدج يُعرف باسم «إلموود». كان جيمس لويل الطفل الأصغر لستة أطفال؛ وكان أشقاؤه هم: تشارلز، وريبيكا، وماري، وويليام، وروبرت. وغرست والدته بداخله تقدير الأدب في عمر مبكر، خاصةً الشعر، وشعر البالاد الموسيقي، والحكايات الخاصة بموطنها الأصلي في جزر أوركني. درس لويل في كلية هارفارد بداية من عمر 15 عامًا في عام 1834، على الرغم أنه كان تلميذًا سيئًا وكان كثيرًا ما يورط نفسه في المشاكل. تغيب لويل، عندما كان في السنة الدراسية الثانية هناك، عن الحضور الإلزامي للكنيسة 14 مرةً وعن حضور حصصه الدراسية 56 مرةً. وكتب عندما كان في السنة الأخيرة: «لم أفعل شيئًا في السنة الأولى، ولا في السنة الثانية، ولا في السنة الثالثة، وحتى في السنة الأخيرة لم أفعل أي شيء في طريق الدراسات الجامعية». وفي سنته الأخيرة، أصبح لويل أحد محرري مجلة هارفارديانا الأدبية، وساهم بها نثريًا وشعريًا بإسهامات اعترف بأنها كانت ذات جودة منخفضة. وطبقًا لما قاله فيما بعد: «كنت تمامًا كالحمار الذي كلما نهق؛ ظن أنه يغني». وخلال أعوامه الجامعية، كان لويل عضوًا بمجموعة «هيستي بودنغ» المسرحية، وعمل هناك بصفته شاعرًا وأمينًا للمجموعة.
انتُخب لويل شاعرًا لدفعته الدراسية في عام 1838، وطبقًا للتقاليد، طُلب منه أن يلقي قصيدةً أصليةً من قصائده في يوم الدفعة، وهو اليوم السابق ليوم تخرج الدفعة في 17 يوليو عام 1838. ومع ذلك حُرم لويل من هذا، ومُنع من المشاركة. وبدلًا من ذلك، طُبعت قصيدته وأصبحت متاحةً بفضل الاشتراكات التي دفعها زملاؤه. نظم لويل هذه القصيدة في كونكورد، حيث نُفي بواسطة كلية هارفارد بطلب من القس بارزالاي فروست بسبب إهماله لدراسته. وفي أثناء إقامته في كونكورد، أصبح لويل صديقًا لرالف والدو إمرسون، وتعرف على مفكري الفلسفة المتعالية الآخرين. هجا لويل، في قصيدته ليوم الدفعة، الحركات الاجتماعية التي كان يعاصرها؛ مثل إبطالية الاسترقاق، بالإضافة إلى توماس كارليل، وإمرسون، ومفكري الفلسفة المتعالية.
لم يعرف لويل أي مهنة سيختارها بعد التخرج، وتردد تفكيره بين الأعمال التجارية، والكهانة، والطب، والقانون. انضم لويل في النهاية إلى كلية هارفارد للحقوق في عام 1840، وقُبل في مهنة ممارسة المحاماة بعدها بعامين. ومع ذلك، ساهم لويل بمقالات شعرية ونثرية في عدد من المجلات المتنوعة، في أثناء فترة دراسته للقانون. وخلال هذه الفترة، كان لويل مكتئبًا باعتراف الجميع، وكثيرًا ما كانت تراوده أفكار انتحارية. اعترف لويل مرةً إلى صديقه أنه أمسك بمسدس جاهز للإطلاق ووجهه إلى جبهته وفكر في قتل نفسه عندما كان في العشرين من عمره.

## روابط خارجية
- جيمس راسل لويل على موقع الموسوعة البريطانية (الإنجليزية)
- جيمس راسل لويل على موقع ميوزك برينز (الإنجليزية)
- جيمس راسل لويل على موقع إن إن دي بي (الإنجليزية)